# Himlingøje Kirke
Himlingøje Kirke er bygget ovenpå resterne af en tidligere romansk rundkirke fra omkring 1100. Kirken er formodentlig oprindeligt opført som en forsvarsbygning mod venderne, hvis plyndringstogter netop kulminerede i 1100-tallet. I dag fremtræder Himlingøje Kirke som en sengotisk kirke fra 1475-1500.

## Kirkeskibet
Midt i kirken over kirkebænkene er en 2 meter lang model af Danmarks sidste og kraftigste linieskib, Orlogsskibet Dannebroge, ophængt.
Modelskibet blev bygget af falckredder Arne Pedersen fra St. Heddinge og stod færdigt i 1961.
Skibet blev bekostet og doneret af bagermester Oluf Hemmingsen, der flyttede til Himlingøje i 1920'erne. Han skænkede skibet til kirken med ønsket om, at skibet måtte være "kirken til pryd, menigheden til glæde og Guds navn til ære".